# 镇国寺白塔
镇国寺白塔，又名镇国寺塔或关口白塔，位于中国四川省成都市彭州市丹景山镇白塔村，为彭州北宋佛塔群中的一座。1980年7月7日列為四川省重新確定公布的第一批省級文物保護單位。2006年5月25日公佈為第六批全國重點文物保護單位。包括镇国寺白塔与云居院塔、正觉寺塔等三座佛塔。
镇国寺白塔以镇国寺而得名，镇国寺现已不存（塔北侧现新建有佛山古寺，并非原先镇国寺的古建筑）。塔建于北宋仁宗至和元年（1054年）至嘉佑五年（1060年），为方形十三级密檐式砖塔。通高28.34米，内有五层塔室。塔基石条砌呈长方形，塔砖烧制有“宋”“王”“杨”“景”“义”等戳记。条砖和方砖对缝、黄泥白灰少浆粘合。塔檐下有浮雕，图案包括佛像、菩萨、宝塔、孔雀等等。
镇国寺白塔与其他彭州佛塔在2008年汶川大地震中受损。目前修复工作已经完成，并经四川省文物局验收合格。

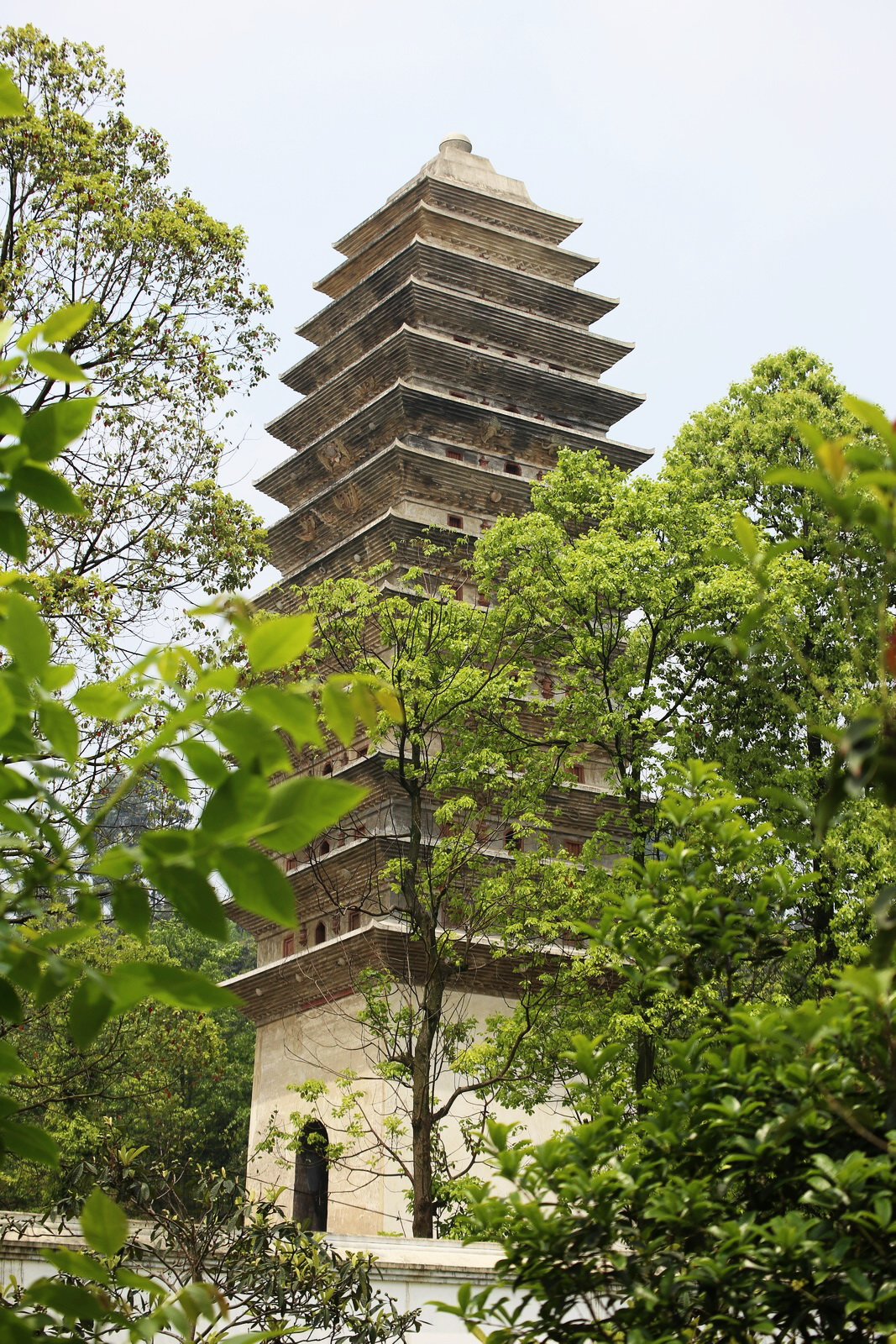
远观镇国寺白塔
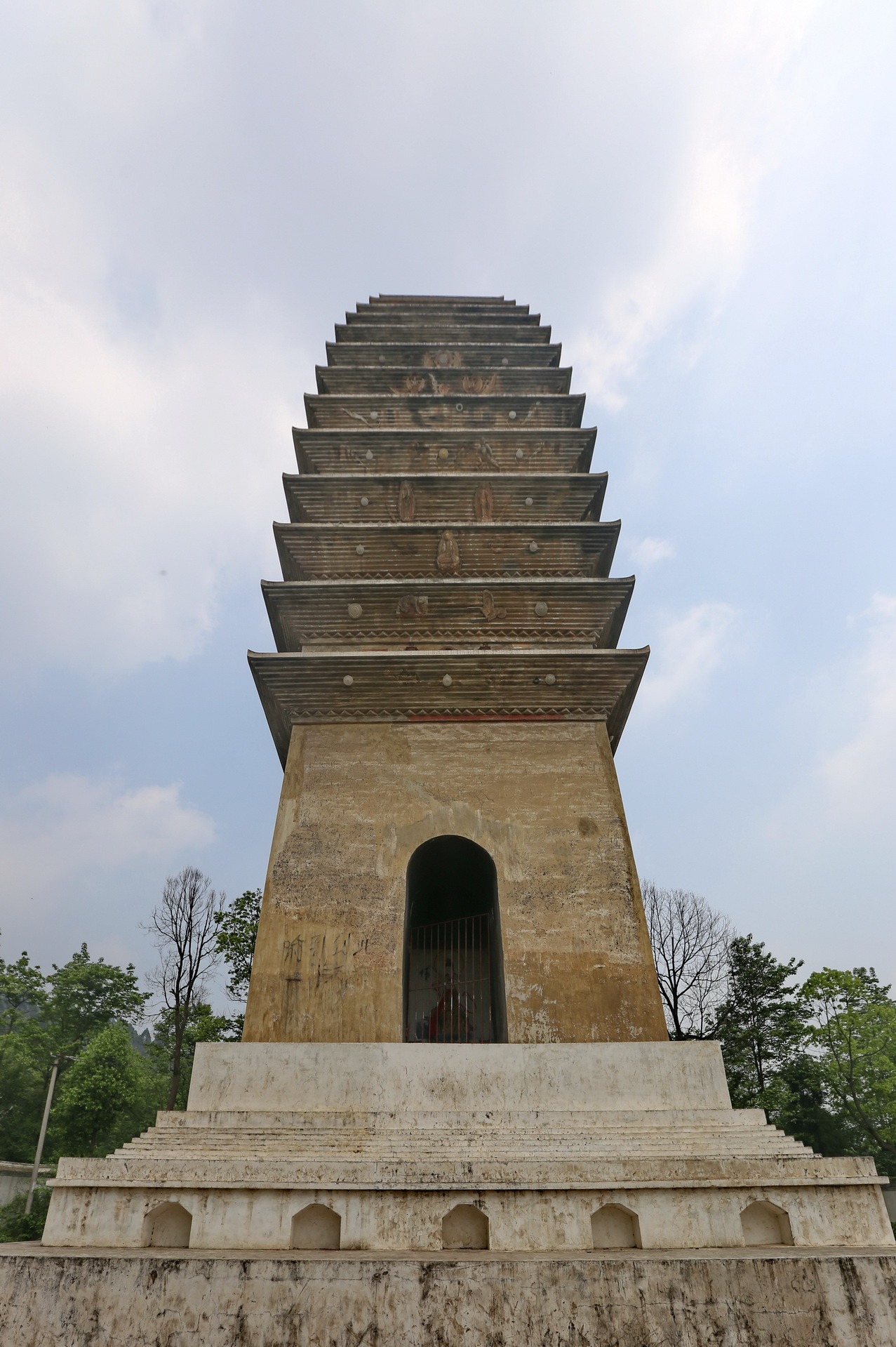
在院内仰视白塔南面
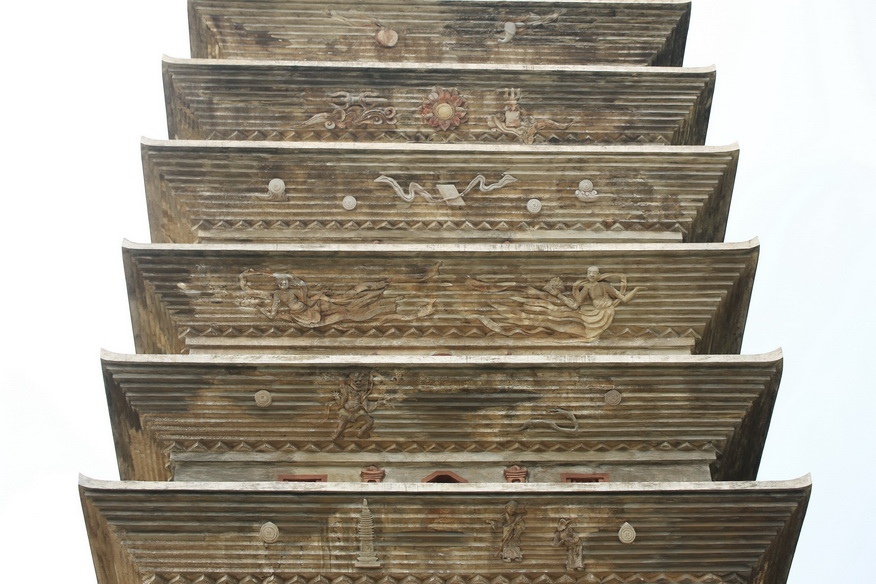
白塔东面塔檐上的浮雕
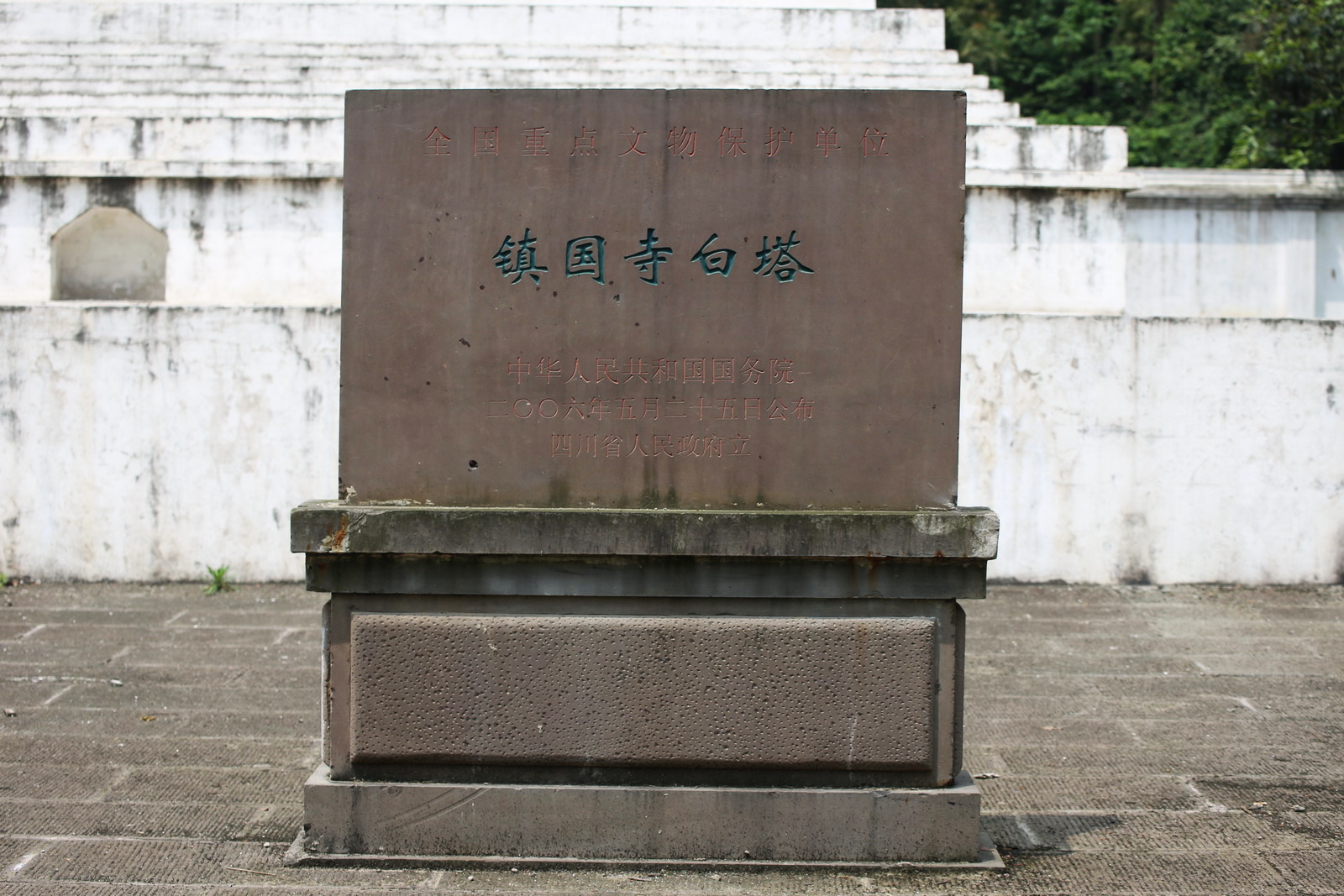
第六批全国重点文物保护单位标志碑